# Nduka Morisson Ozokwo
Nduka Morisson Ozokwo, né le 25 décembre 1988 à Enugu, est un footballeur nigérian. Son poste de prédilection est milieu offensif.

## Biographie
Il a participé au Championnat africain des jeunes joueurs en 2007. Il s'est fait remarquer et il a signé à l'OGC Nice pour d'abord jouer en réserve. Il porte le numéro 19 en club. Il débute en pro le 26 avril 2009 lors de la rencontre OGC Nice-AS Saint-Étienne (victoire des Aiglons 3-1) . Son entrée en cours de jeu, à 1/4 d'heure de la fin, laisse une bonne impression.
Malgré tout, son contrat ne sera pas reconduit, et devant l'absence de propositions européennes, il retourne au Nigeria, dans le club du Gateway FC.
Lors de l'été 2011, il s'engage dans les clubs turcs de Mersin Idman Yurdu SK et de Adanaspor.
En 2014, il quitte Mersin Idman Yurdu SK.

## Clubs
- 2006-2007 :  Enugu Rangers
- 2007-2009 :  OGC Nice
- 2009-2011 :  Gateway FC
- 2010 :  Boluspor
- 2011-2014:  Mersin Idman Yurdu SK
- 2011- :  Adanaspor